# داریل هانا
با داریل هانا (بازیگر) بازیگر آمریکایی اشتباه نشود.
داریل هانا (به انگلیسی: Darryl Hanah) ‏(۱۴ جولای ۱۹۷۲ در شهر ساکرامنتو، کالیفرنیا) بازیگر آمریکایی فیلمهای پورنوگرافیک است. او کارش را در صنعت ساخت فیلمهای پورنو گرافی حدود سال ۲۰۰۵ در سن ۳۳ سالگی آغاز کرد. و تاکنون در بیشتر از ۱۰۰ فیلم حضور یافته‌است.

## جوایز
AVN Award
۲۰۰۹ . نامزد بهترین زن بازیگر سن دار (Milf) سال .
۲۰۱۰ . بهترین صحنه سکس گروهی برای فیلم «هشتمین روز» (The 8th Day)
۲۰۱۰ . نامزد بهترین زن بازیگر سن دار (Milf) سال .
XRCO Award
۲۰۰۸ . نامزد بهترین زن بازیگر سن دار (Milf) سال .
۲۰۰۹ . نامزد بهترین زن بازیگر سن دار (Milf) سال .
2020 . [برنده جایزه زیباترین وبهترین مادر که با پسر واقعی خودش سکس میکند
2019 .نامزد زیباترین مادر جهان
2021 . ای کاش این زن مادر من بود/: